# Estación Berazategui
Berazategui es una estación ferroviaria de la localidad de Berazategui, cabecera del partido del mismo nombre, en la zona sur del Gran Buenos Aires, Argentina.

## Servicios
Es estación intermedia del servicio eléctrico metropolitano de la Línea General Roca desde la Estación Plaza Constitución a las estaciones La Plata y Bosques.
Los servicios a Bosques desvían en esta estación hacia su destino final. 
En el año 1980, se prometió la electrificación de la línea Roca pero por diversos problemas se retrasó.
El 7 de septiembre de 2015, se suspenden los servicios diésel Constitución-La Plata y Constitución-Bosques para comenzar con las obras de electrificación del ramal, por lo cual la estación estuvo sin servicio de trenes hasta el 13 de junio de 2016, fecha en la cual se restableció el servicio con unidades eléctricas CSR. El 18 de octubre de 2017 comenzó a funcionar con pasajeros hacia La Plata. Un año después comenzó a funcionar con pasajeros el ramal Bosques. Ambos ramales quedaron completamente electrificados,
En ocasiones, el servicio se fracciona en esta estación, debiéndose trasbordar para continuar viaje a Constitución o La Plata.

## Infraestructura
Cuenta con un puente peatonal que comunica las 3 plataformas, boleterías y expendedoras de boletos y validadoras de tarjeta SUBE.
Posee un campamento de vías e instalaciones para el personal del ferrocarril y policía hacia la calle Lisandro de la Torre Oeste. Junto a estas facilidades se encuentra una playa de maniobras con 4 vías. Antiguamente desde esta playa los trenes de carga ingresaban a la Fábrica Rigolleau.
El 12 de octubre de 2018 con la terminación de la obra de electrificación de ambos ramales que circulan por esta estación, quedó habilitada para su uso la estación remodelada con andenes definitivos para permitir el acceso a los trenes eléctricos.

## Toponimia
Fue nombrada así en homenaje a José Clemente Berasategui, habitante local que cedió las tierras al Ferrocarril Buenos Aires al Puerto de la Ensenada, para la construcción de la estación, donando una parte de sus campos, unas 100 varas de frente por 300 de largo.

## Diagrama
| Plataforma Norte       | |
| Vía 1                  | Trenes a La Plata provenientes de Constitución (próxima Plátanos) Trenes a Bosques provenientes de Constitución vía Quilmes (próxima Villa España) |
| Vía 2                  | Trenes a Constitución provenientes de La Plata (próxima Ezpeleta) Trenes a Constitución provenientes de Bosques vía Quilmes (próxima Ezpeleta) |
| Plataforma central Sur | |
| Vía 3                  | Terminal de trenes fraccionados provenientes de Constitución Terminal de trenes fraccionados provenientes de La Plata Partida de trenes fraccionados hacia Constitución (próxima Ezpeleta) Partida de trenes fraccionados hacia La Plata (próxima Plátanos) |